# Varzim Sport Clube 2011-2012

## Rosa
| N. |                       | Ruolo | Calciatore     |
| -- | --------------------- | ----- | -------------- |
| 1  | Portogallo (bandiera) | P     | Avelino        |
| 2  | Portogallo (bandiera) | D     | Tiago          |
| 3  | Portogallo (bandiera) | C     | André André    |
| 4  | Portogallo (bandiera) | D     | Luís Neto      |
| 5  | Brasile (bandiera)    | D     | Telmo          |
| 6  | Portogallo (bandiera) | C     | Tito           |
| 7  | Portogallo (bandiera) | A     | Gonçalo Graça  |
| 9  | Portogallo (bandiera) | A     | Bruno Moreira  |
| 10 | Portogallo (bandiera) | C     | Tiago Terroso  |
| 11 | Portogallo (bandiera) | C     | Luca           |
| 13 | Portogallo (bandiera) | D     | Hugo Costa     |
| 14 | Brasile (bandiera)    | C     | André Carvalho |

| N. |                       | Ruolo | Calciatore     |
| -- | --------------------- | ----- | -------------- |
| 15 | Portogallo (bandiera) | C     | Campinho       |
| 16 | Portogallo (bandiera) | C     | Ruben Saldanha |
| 17 | Portogallo (bandiera) | A     | Tiago Carneiro |
| 18 | Portogallo (bandiera) | A     | Rui André      |
| 19 | Portogallo (bandiera) | D     | Caetano        |
| 21 | Portogallo (bandiera) | A     | Rafael Lopes   |
| 22 | Portogallo (bandiera) | D     | Pedro Santos   |
| 23 | Brasile (bandiera)    | A     | Dede           |
| 24 | Portogallo (bandiera) | P     | Rui Barbosa    |
| 25 | Portogallo (bandiera) | C     | Nelson Agra    |
| 26 | Portogallo (bandiera) | C     | Tito Silva     |
| 30 | Portogallo (bandiera) | P     | Ricardo Neves  |